# Limonius poneli
Limonius poneli là một loài bọ cánh cứng trong họ Elateridae. Loài này được Leseigneur & Mertlik miêu tả khoa học năm 2007.